# Simon Jubani
Simon Jubani (ur. 5 marca 1927 w Szkodrze, zm. 12 lipca 2011 w Szkodrze) – albański ksiądz katolicki.

## Życiorys
Ukończył szkołę prowadzoną przez jezuitów w Szkodrze. Po zamknięciu szkół katolickich w 1946 uczył się w państwowym gimnazjum, by po ukończeniu kursu podjąć pracę pielęgniarza w szpitalu. W latach 1950–1956 występował w drużynie piłkarskiej Vllaznia Szkodra.
4 maja 1958 został wyświęcony na księdza przez abp Ernesta Çobę i rozpoczął pracę proboszcza w jednej z parafii w krainie Mirdite. W 1963 został aresztowany za udzielanie pomocy osobom prześladowanym politycznie. W więzieniu spędził 26 lat. Większość kary odbywał w więzieniu w Burrelu, a także w kopalni pirytu w Spaçu. Uwolniony 13 kwietnia 1989 na mocy amnestii.
4 listopada 1990 na grobie rodziców, znajdującym się na katolickim cmentarzu Rrmajt w Szkodrze odprawił Mszę Św, w której uczestniczyło 200 osób. Było to pierwsze publiczne nabożeństwo w Albanii od 1967 r., kiedy wprowadzono urzędowy zakaz wyznawania religii. Z uwagi na brak ksiąg liturgicznych, Jubani odtwarzał tekst mszy z pamięci. 11 listopada 1990 kolejną Mszę odprawił w katedrze szkoderskiej, zamienionej w czasach ateizacji w halę sportową.
Był pierwszym albańskim duchownym, którzy po okresie prześladowań wyjechał do Rzymu i spotkał się z papieżem Janem Pawłem II. W latach 90. prowadził wykłady gościnne w katolickich uczelniach Belgii, Francji i w USA. W 1991 University of San Francisco uhonorował go doktoratem honoris causa. Od 1991 pracował jako proboszcz w jednej z parafii w Mirdite. Słynął z kontrowersyjnych wypowiedzi i oskarżeń przeciwko osobom publicznym o współpracę z Sigurimi.
Napisał wspomnienia z pobytu w więzieniu, które w 2022 ukazały się w polskiej wersji, w tłumaczeniu Macieja Wacława. Zmarł po długiej chorobie, w wyniku zaburzeń krążenia. 14 lipca 2011 został pochowany w kaplicy na cmentarzu Rrmajt w Szkodrze. W ceremonii pogrzebowej wzięli udział prezydent Bamir Topi i premier Sali Berisha.